# Mekkai nagymecset
A mekkai nagymecset (arabul: ٱلْـمَـسْـجِـد ٱلْـحَـرَام, al-Maszdzsid al-Harám, vagyis szent mecset) a szaúd-arábiai Mekkában található mecset, amely az iszlám világ első számú szent helye. Ide kell a muszlimoknak életükben legalább egyszer elzarándokolni, és a világ minden részén e mecset irányába fordulva (kibla) imádkoznak napjában többször is.
A város központjában fekvő mecset a világ legnagyobb mecsetje, és a 2010-es évek végén is jelentős felújításokon és bővítéseken megy keresztül.

## Történet
A muszlimok alapján Isten megparancsolta Ábrahámnak, hogy építsen egy szentélyt a számára. 
A Koránt idézve Ibráhím (Ábrahám) és Iszmáíl (Izmáel) felemelték a "Ház" alapjait (a Kába szentély elődjét) ekképpen fohászkodva Istenhezː „Urunk! Fogadd el tőlünk (ezt a szolgálatot)! Bizony Te vagy a Mindent Halló és a Mindentudó. Urunk! Tégy minket olyanokká, akik alávetik magukat Neked, és a leszármazottainkat olyan közösséggé, amely aláveti magát Neked! Mutasd meg nekünk a szertartásainkat, s engesztelődj meg irántunk!”  
Miután Ábrahám megépítette a Kábát, egy angyal hozta el neki a Fekete Kőt, egy égi kőt, amely a hagyomány szerint az égből a közeli Abu Qubays hegyre esett. Miután elhelyezte a Fekete Kőt a Kába keleti sarkában, Ábrahám kinyilatkoztatást kapott, amelyben Isten elmondta az idős prófétának, hogy most el kell mennie és hirdetnie az emberiségnek a zarándoklatot, hogy az emberek eljussanak ide Arábiából és távolabbról is, tevén vagy gyalog.
Sok száz évvel később, 630-ban Mohamed és Ali összetörték a bálványokat a Kábában és környékén, így véget ért a Kába politeista pogány használata, és újra monoteista szentélyként kezdett működni. 638-ban I. Omar kiépítette a Szent Mecsetet.
Az épület első nagy felújítása 692-ben történt Abd al-Malik bin Marván megbízása alapján. A 8. század végére a mecset régi, fából készült oszlopait márvány oszlopokkal cserélték ki, és az imacsarnok szárnyait mindkét oldalon meghosszabbították egy minaret hozzáadásával.
A középkor folyamán többször felújították és bővítették a mecsetet. A mecset első 20. századi átépítésekor, 1932 és 1953 között hozzácsatolták a Szafa és Marva, a két szent hegy közötti összekötő utat és teljes hosszában befedték. A Szafa és a Marva így ma már a nagymecset része. Az épület további jelentős felújítása 1955 és 1973 között zajlott. Ebben a felújításban további négy minaret került hozzáadásra, a mennyezetet felújították és a padlót mesterséges kővel és márvánnyal helyettesítették.
1979. november 20-án a mecsetbe fanatikus vallási felkelők hatoltak be, akik a Szaúd-dinasztia megdöntésére szólítottak fel. Túszokat ejtettek, majd az ezt követő ostromban több száz ember halt meg.
Ezek az események megrázkódtatták az iszlám világot, mivel az erőszak szigorúan tilos a mecseten belül.
1988-tól 2005-ig több minaret épült, majd 2008-ban az Abdullah király újra bejelentette a mecset bővítését. A bővítési projekthez akkor 40 milliárd riált (10 milliárd eurót) különítettek el.
2015. szeptember 11-én legalább 111 ember halt meg és 394 sérült meg, amikor egy daru ráomlott a mecsetre. Az építési munkálatokat az incidens után felfüggesztették, és az olajárválság idején a pénzügyi problémák miatt szüneteltették. Az építkezést végül két évvel később indították újra 2017 szeptemberében.

## Az építmény
Az építmény jelenlegi szerkezete a 16. századra nyúlik vissza. Kilenc minaretje van, amelyek 89 m magasak.
A mecset 356 800 m²-es (35,68 hektár) területtel rendelkezik, belső és külső imahelyeket foglalja magában. A zarándoklat alatt legfeljebb 820 ezer hívőt tud magába fogadni. Mivel a mecsetet több éve bővítik, a befejezése után 456 000 m² lesz, és 1,2 millió hívő számára biztosít helyet. A minaretek számát tizenegyre emelik. A projekt költsége 80 milliárd szaúdi riál (mintegy 20 milliárd euró).

## Fontosabb részei
A mecset a haddzs célpontja és olyan fontos helyszíneket is magába foglal, mint a Kába szentély, a Fekete kő, a Zamzam-kút, a Maqam Ibrahim.
- A Kába szentély egy kocka alakú épület a nagymecset középpontjában és az iszlám egyik legszentebb helye,[17] a zarándoklat, az iszlám rituálék és ima központja.[17][18][19]
- A fekete kő a Kába keleti sarokköve, és fontos szerepet játszik a zarándoklatban.[20][21]
- A Maqam Ibrahim egy sziklát foglal magába, ahol a muszlim hagyomány alapján Ábrahám állt, amikor a Kábát építette; állítólag a lábnyoma ma is látható [22]
- A Szafa és Marva két sziklás, kisebb domb volt, ahol Ábrahám 2. felesége, Hágár kereste a vizet a csecsemő fiának, Izmáelnek. Ma egy 400 méteres fedett galéria vezet a két sziklatömb között.
- A Zamzam-kút az a vízforrás, amely hagyomány szerint csodával határos módon keletkezett a Szafa és Marva között.

## Galéria

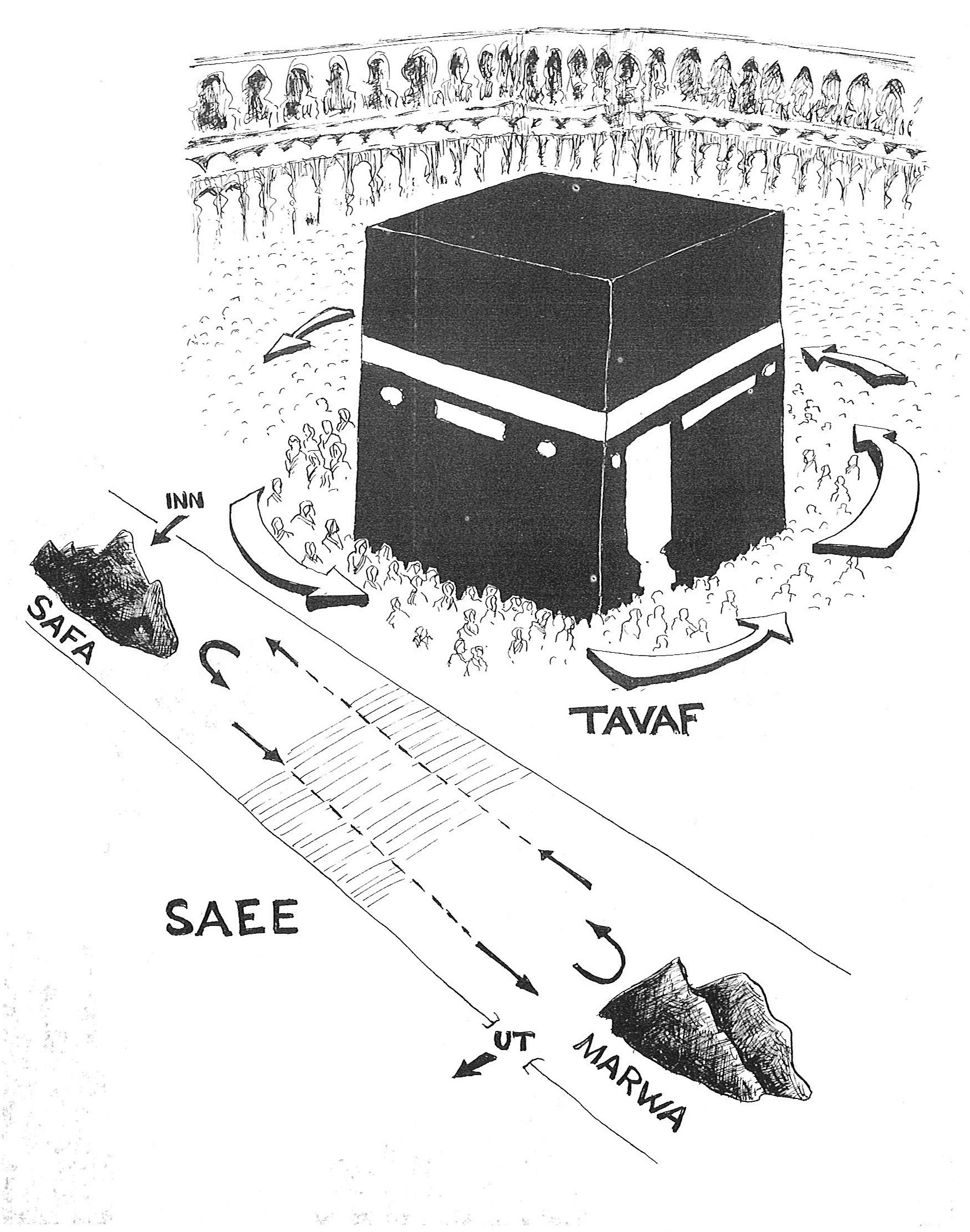
A zarándokok mozgásának iránya

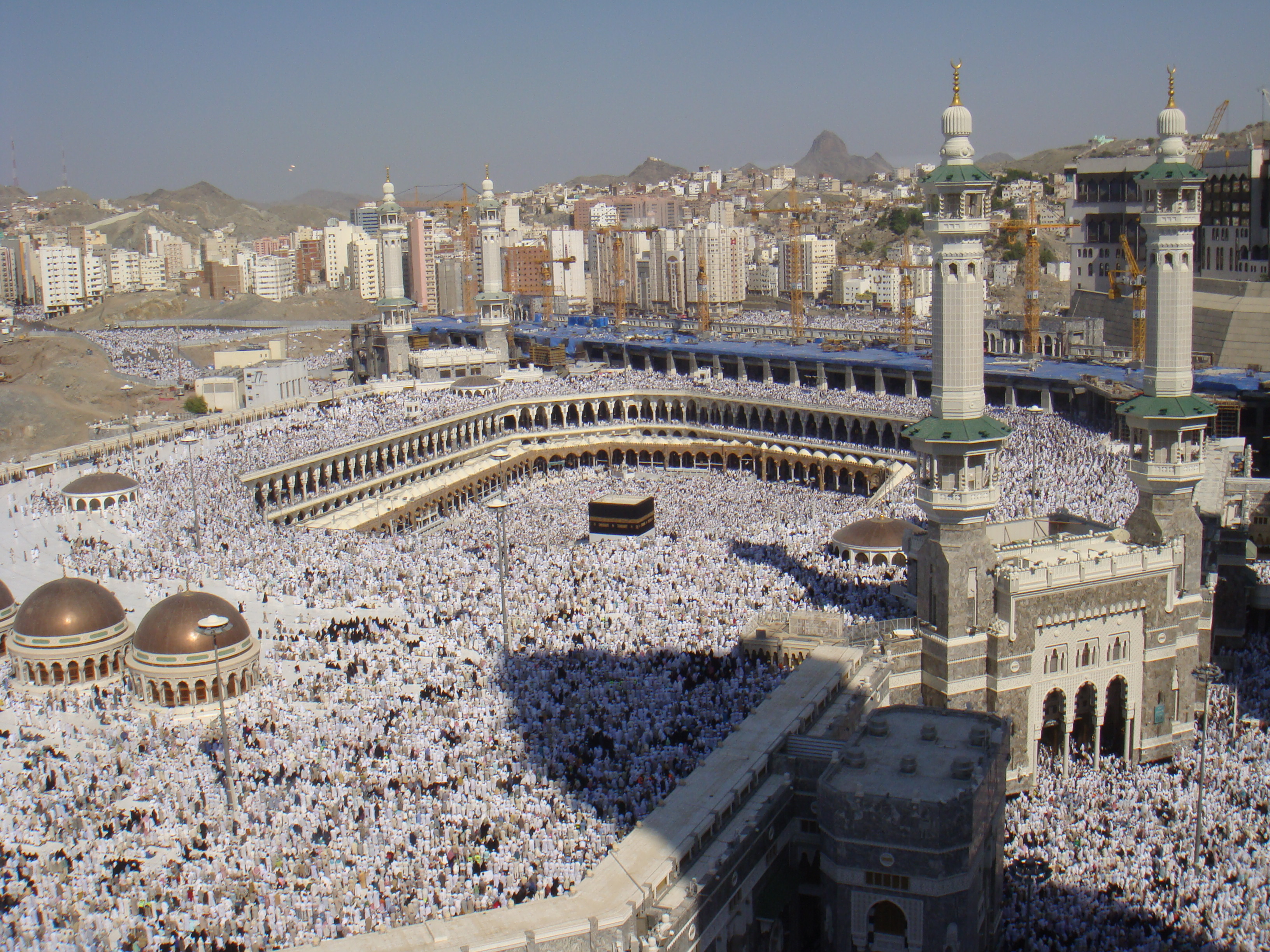
A mecset
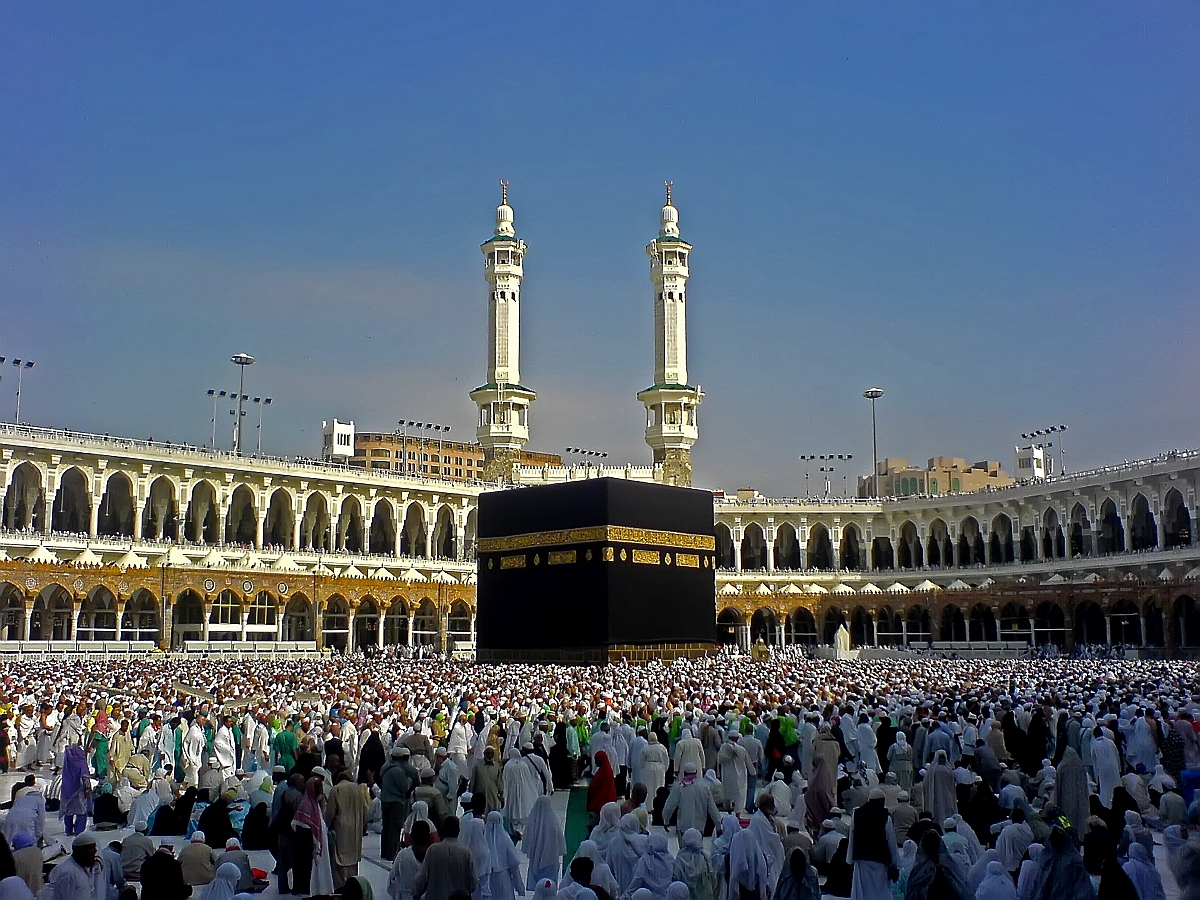
A mecset belső udvara
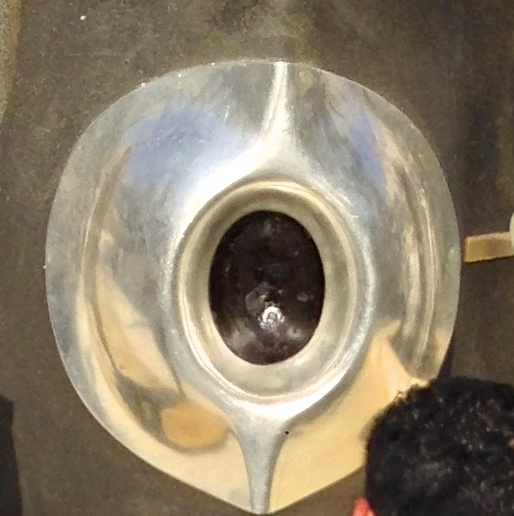
A Fekete kő
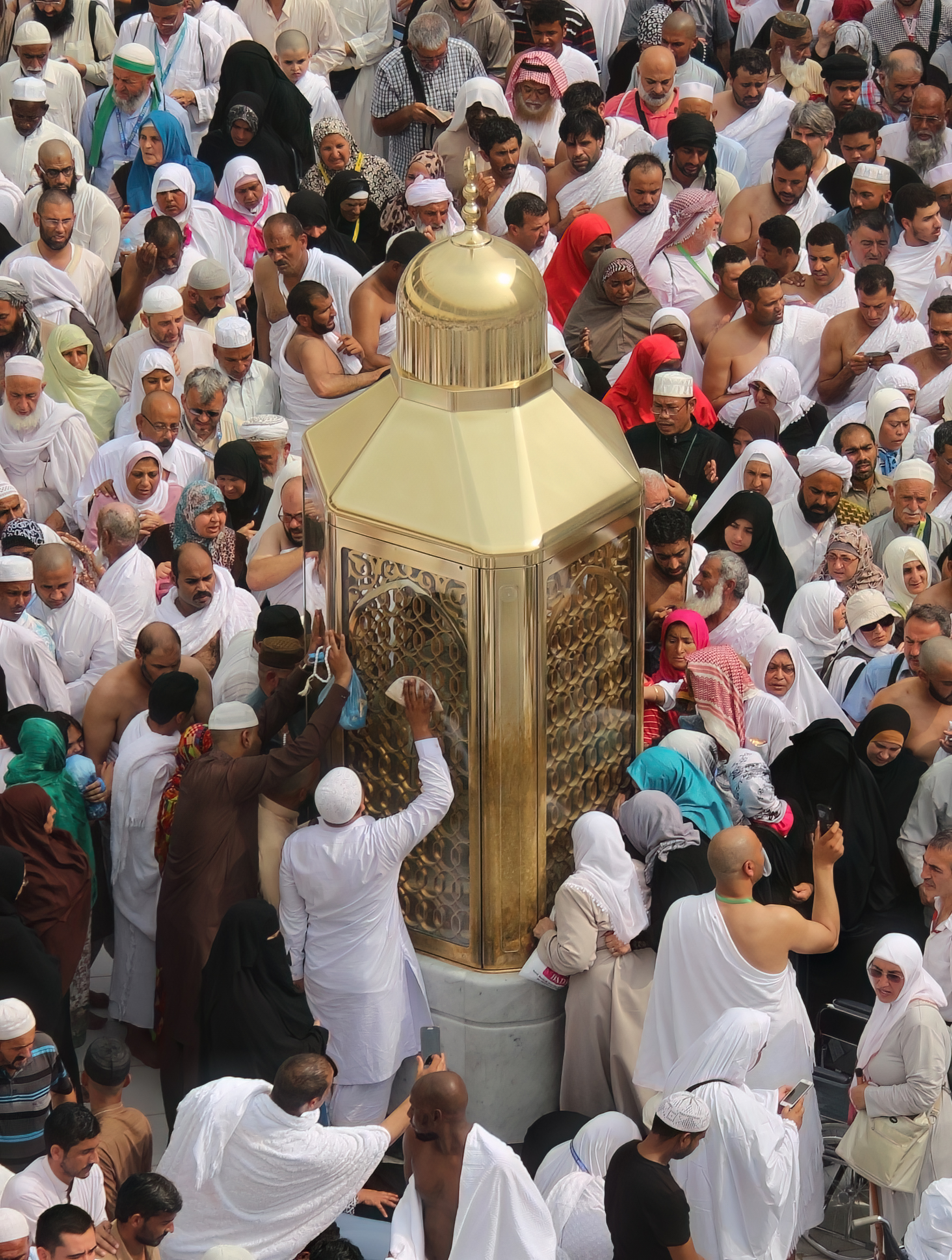
Maqam Ibrahim
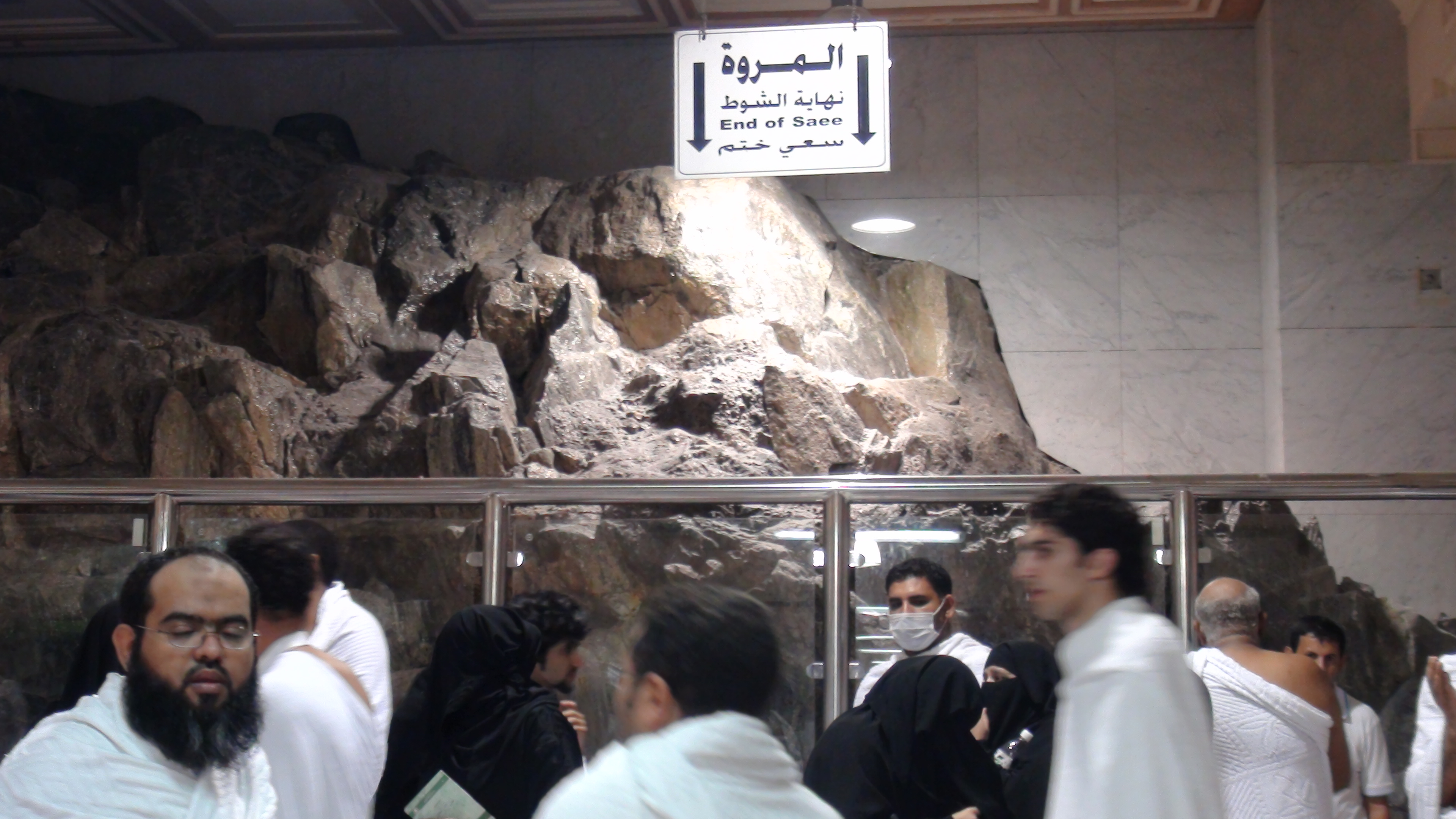
A Marva-hegy sziklája
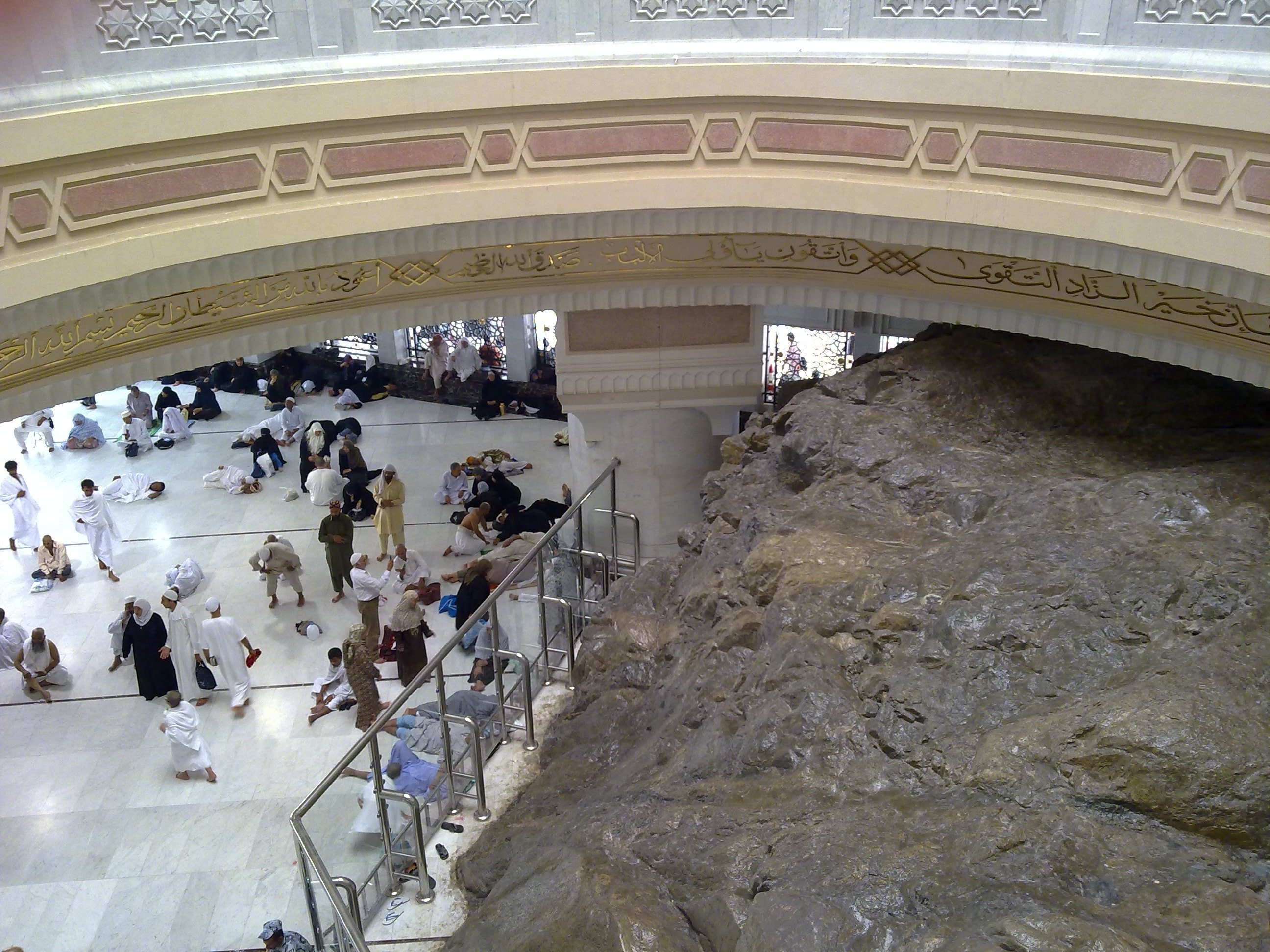
A Szafa-hegy sziklatömbje
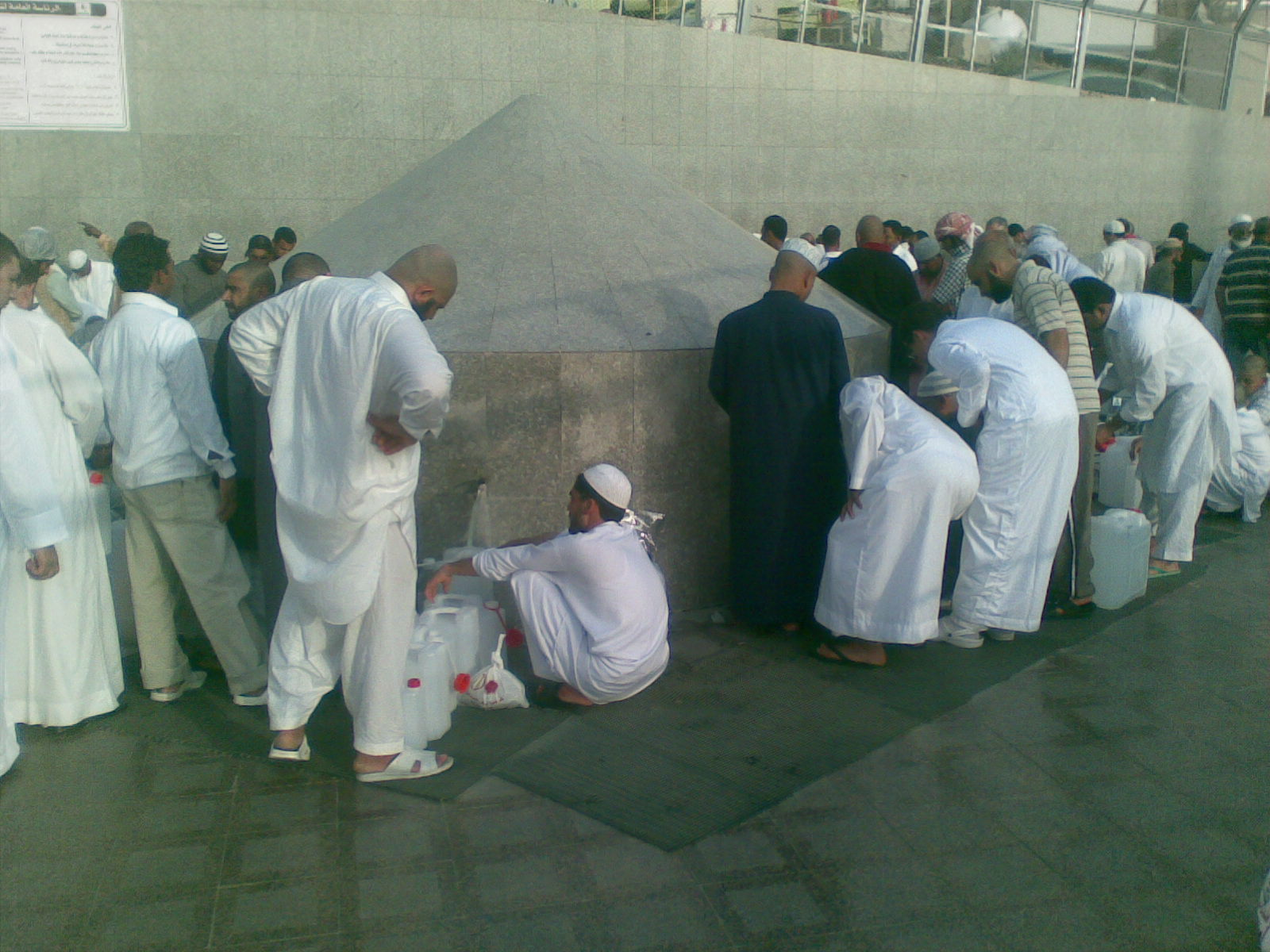
A Zamzam kút napjainkban
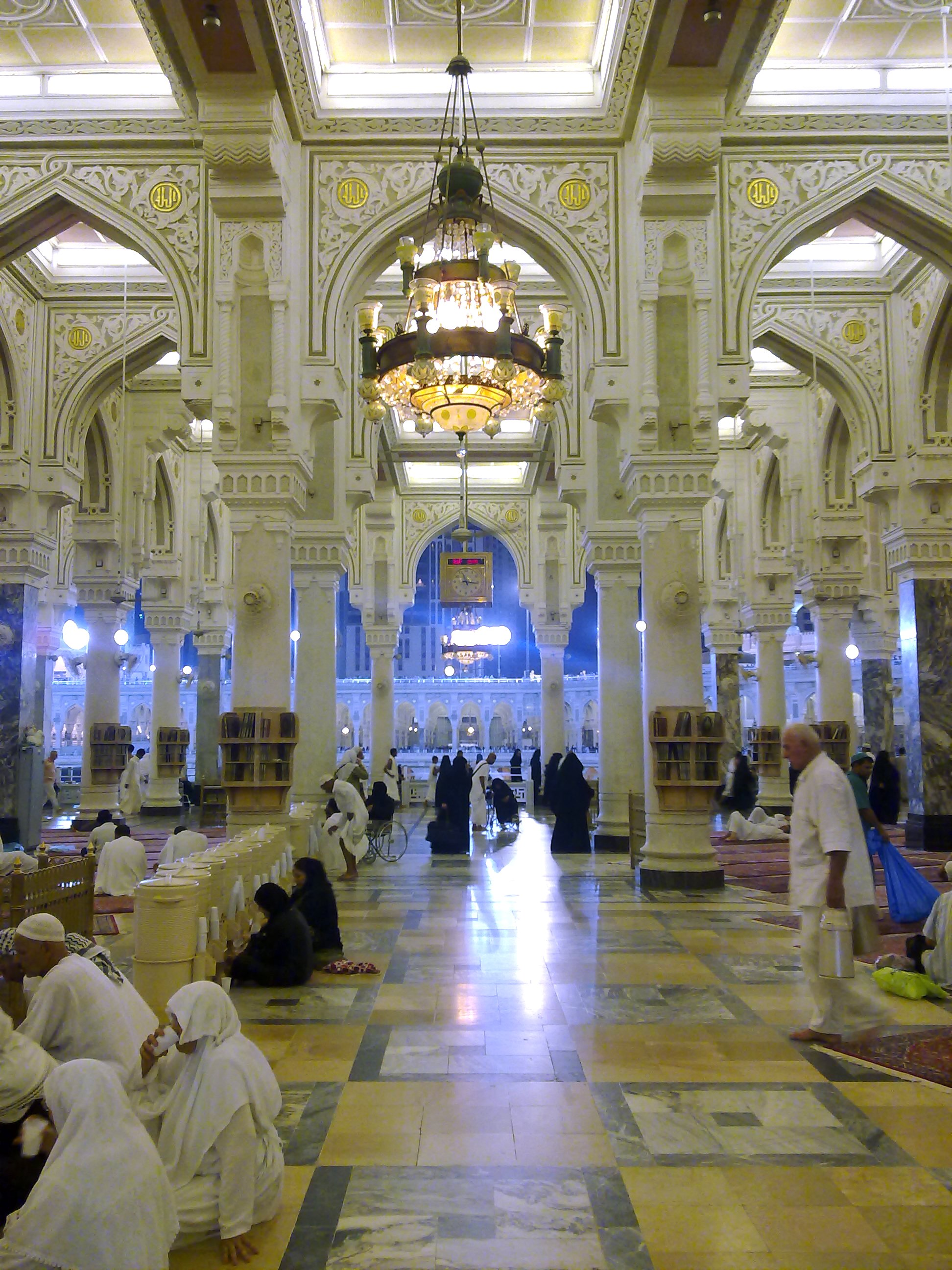
Mecsetbelső
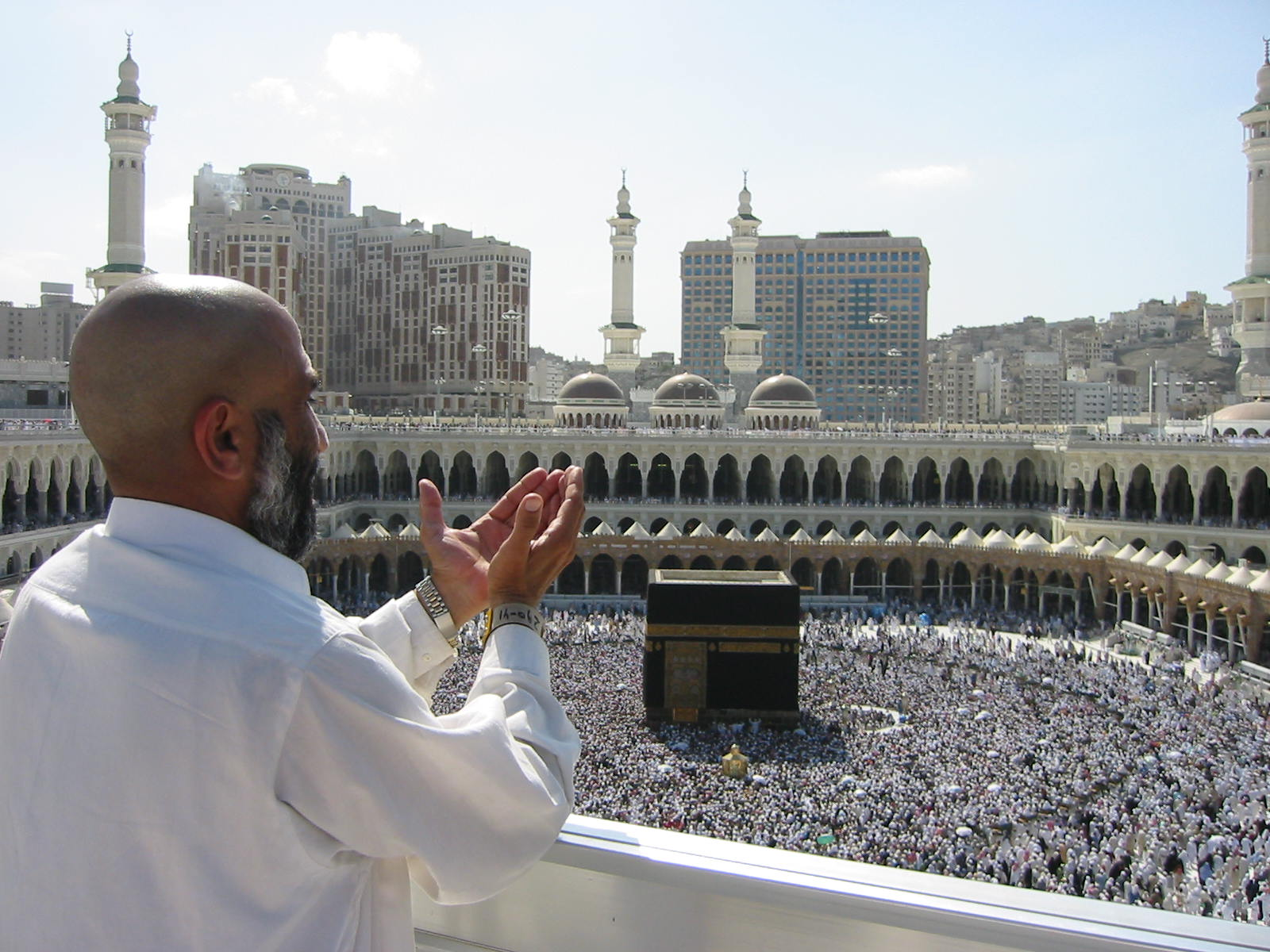

## Fordítás
- Ez a szócikk részben vagy egészben  a   Great Mosque of Mecca című angol Wikipédia-szócikk fordításán alapul.  Az eredeti cikk szerkesztőit annak laptörténete sorolja fel. Ez a jelzés csupán a megfogalmazás eredetét és a szerzői jogokat jelzi, nem szolgál a cikkben szereplő információk forrásmegjelöléseként.
- Ez a szócikk részben vagy egészben  az   Al-Masdschid al-Harām című német Wikipédia-szócikk fordításán alapul.  Az eredeti cikk szerkesztőit annak laptörténete sorolja fel. Ez a jelzés csupán a megfogalmazás eredetét és a szerzői jogokat jelzi, nem szolgál a cikkben szereplő információk forrásmegjelöléseként.